# Obišovce (przystanek kolejowy)
Obišovce – przystanek kolejowy znajdujący się we wsi Obišovce w kraju koszyckim na linii kolejowej nr 188 na Słowacji.